# Etz (Seeon)
Etz war eine Einöde und ein Ortsteil der ehemaligen Gemeinde Seeon im Oberbayerischen Bezirksamt Traunstein.
Der Ort wurde vermutlich um 1900 aufgelassen, da er in den Amtlichen Ortsverzeichnissen für Bayern letztmals in der Ausgabe von 1904 genannt wurde, worin die Einwohnerzahl für 1900 als „unbewohnt“ genannt wurde. Die Einöde lag auf einer Anhöhe zwischen Seeleitensee, Mittersee und Jägersee.

## Einwohnerentwicklung
| Jahr          | 1871 | 1885 | 1900      |
| ------------- | ---- | ---- | --------- |
| Einwohner Etz | 4    | 4    | unbewohnt |
| Wohngebäude   |      | 1    | 1         |